# Певците
Певците е село в Южна България. То се намира в община Карлово, област Пловдив.

## География
Селото се намира в падина в близост да река Стряма, на 1 км от подбалканския път Бургас-София, на 9 км от гр. Сопот, на 14 км от гр. Карлово, на 6 км от прохода Кърнаре-Троян.

## История
По време на османското владичество землището на селото се е използвало от местния бей, за отглеждане на магаретата му, а самото село е било в подножието на Стара Планина. Турското име на селото било Ешеклар, което в превод от турски език значи „магарета“, а по-късно на подбив името било променено на Ашиклар - т.е. Певците, заради магарешките солисти, „пеещи“ по цял ден из селото и землището му. Селото е тихо и спокойно с приятен изглед към Стара планина на север и Средна гора на юг.

## Културни и природни забележителности
През селото минава малка рекичка, извираща от Стара Планина.

## Личности
- Васил Банов, актьор
- Донко Ангелов, спортист

## Други
Тук се заснела част от сериала Стъклен дом.